# Simone Cercato
Simone Cercato (Dolo (Venetië), 25 februari 1975) is een voormalige Italiaanse zwemmer. Hij vertegenwoordigde zijn vaderland op de Olympische Zomerspelen 2000 in Sydney en op de Olympische Zomerspelen 2004 in Athene.

## Carrière
Bij zijn internationale debuut, op de wereldkampioenschappen 1998 in Perth, eindigde Cercato samen met Lorenzo Vismara, Mauro Gallo en Massimiliano Rosolino als achtste op de 4x100 meter vrije slag. Op de 4x200 meter vrije slag werd hij samen met Emiliano Brembilla, Moreno Gallina en Massimiliano Rosolino gediskwalificeerd in de series.
Op de Europese kampioenschappen zwemmen 2000 in Helsinki veroverde de Italiaan samen met Massimiliano Rosolino, Matteo Pelliciari en Emiliano Brembilla de gouden medaille op de 4x200 meter vrije slag, op de 4x100 meter vrije slag eindigde hij samen met Mauro Gallo, Klaus Lanzarini en Lorenzo Vismara op de vierde plaats. Tijdens de Olympische Zomerspelen van 2000 in Sydney eindigde Cercato samen met Lorenzo Vismara, Klaus Lanzarini en Massimiliano Rosolino als vijfde op de 4x100 meter vrije slag. Op de 4x200 meter vrije slag zwom hij samen met Andrea Beccari, Klaus Lanzarini en Matteo Pelliciari in de series, in de finale eindigde Beccari en Pelliciari samen met Emiliano Brembilla en Massimiliano Rosolino op de vierde plaats.
In Fukuoka nam de Italiaan deel aan de wereldkampioenschappen zwemmen 2001, op dit toernooi strandde hij in de series van de 100 meter vrije slag. Samen met Lorenzo Vismara, Matteo Pelliciari en Klaus Lanzarini eindigde hij als vijfde op de 4x100 meter vrije slag, op de 4x100 meter wisselslag werd hij samen met Emanuele Merisi, Domenico Fioravanti en Christian Galenda uitgeschakeld in de series. Samen met Federico Cappellazzo, Andrea Righi en Andrea Beccari zwom hij in de series van de 4x200 meter vrije slag, in de finale legde Beccari samen met Emiliano Brembilla, Matteo Pelliciari en Massimiliano Rosolino beslag op de zilveren medaille. Voor zijn aandeel in de series werd Cercato beloond met de zilveren medaille.
Tijdens de Europese kampioenschappen zwemmen 2002 in Berlijn sleepte Cercato samen met Lorenzo Vismara, Christian Galenda en Michele Scarica de bronzen medaille in de wacht op de 4x100 meter vrije slag.
Op de Europese kampioenschappen zwemmen 2004 in Madrid zwom de Italiaan samen met Michele Scarica, Giacomo Vassanelli en Alessandro Calvi in de series van de 4x100 meter vrije slag, in de finale legde Vassanelli samen met Lorenzo Vismara, Christian Galenda en Filippo Magnini beslag op de gouden medaille. Voor zijn inspanningen in de series ontving Cercato de gouden medaille. In Athene nam Cercato deel aan de Olympische Zomerspelen van 2004, op dit toernooi veroverde hij samen met Emiliano Brembilla, Massimiliano Rosolino en Filippo Magnini de bronzen medaille op de 4x200 meter vrije slag.

## Internationale toernooien
| Jaar | Olympische Spelen                                                      | WK langebaan | WK kortebaan  | EK langebaan                                     | EK kortebaan  |
| ---- | ---------------------------------------------------------------------- | --- | ------------- | ------------------------------------------------ | ------------- |
| 1998 |                                                                        | 8e 4x100m vrije slag DQ 4x200m vrije slag                                                                             |               |                                                  | geen deelname |
| 1999 |                                                                        | | geen deelname | geen deelname                                    | geen deelname |
| 2000 | 5e 4x100m vrije slag 4e 4x200m vrije slag Cercato zwom enkel de series | | geen deelname | 4e 4x100m vrije slag · 4x200m vrije slag         | geen deelname |
| 2001 |                                                                        | 21e 100m vrije slag · 5e 4x100m vrije slag · 4x200m vrije slag · Cercato zwom enkel de series · 12e 4x100m wisselslag |               |                                                  | geen deelname |
| 2002 |                                                                        | | geen deelname | 4x100m vrije slag                                | geen deelname |
| 2003 |                                                                        | geen deelname |               |                                                  | geen deelname |
| 2004 | 4x200m vrije slag                                                      | | geen deelname | 4x100m vrije slag · Cercato zwom enkel de series | geen deelname |

## Persoonlijke records

### Kortebaan
| Afstand         | Tijd    | Datum           | Plaats   |
| --------------- | ------- | --------------- | -------- |
| 100m vrije slag | 49,19   | 2002            | onbekend |
| 200m vrije slag | 1.48,21 | 21 januari 1998 | Sydney   |

### Langebaan
| Afstand         | Tijd    | Datum            | Plaats   |
| --------------- | ------- | ---------------- | -------- |
| 100m vrije slag | 50,15   | 23 augustus 2001 | Peking   |
| 200m vrije slag | 1.52,05 | 2004             | onbekend |